# Endromidae
Famille
Les Endromidae sont une famille de lépidoptères de la super-famille des Bombycoidea. Elle contient, selon les sources, entre 59 et 70 espèces.

## Systématique
La famille des Endromidae a été décrite par l'entomologiste français Jean-Baptiste Alphonse Dechauffour de Boisduval en 1828.
Elle a longtemps été considérée comme une famille monotypique ne contenant qu'un seul genre (Endromis) et une seule espèce (le Bombyx versicolore, Endromis versicolora).
Cependant, des analyses de phylogénétique moléculaire ont conduit à réviser la taxonomie des Bombycoidea, et notamment à redéfinir la famille des Endromidae : celle-ci a absorbé l'ancienne famille des Mirinidae, ainsi que deux anciennes sous-familles des Bombycidae, les Oberthueriinae et les Prismostictinae.

### Synonymie
- Endromididae Meyrick, 1895[4]
- Prismostictinae Forbes, 1955
- Mirinidae Kozlov, 1985
- Oberthueriinae Kuznetzov & Stekolnikov, 1985

## Liste des genres
Le site Tree of Life Web Project (21 janvier 2019) cite les onze genres suivants :
- Mirina Staudinger, 1892
- Oberthueria Kirby, 1892
- Mustilia Walker, 1865
- Falcogona Zolotuhin, 2007
- Mustilizans J.K. Yang, 1995
- Dalailama Staudinger, 1896
- Endromis Ochsenheimer, 1810
- Prismosticta Butler, 1880
- Sesquiluna Forbes, 1955
- Andraca Walker, 1865
- Pseudandraca Miyata, 1970

auxquels certains auteurs ajoutent :
- Prismostictoides Zolotuhin & T.T. Du, 2011
- Comparmustilia Wang, X. & Zolotuhin, 2015
- Promustilia Zolotuhin, 2007
- Smerkata Zolotuhin, 2007
- Theophoba Fletcher & Nye, 1982